# (11578) Cimabue
(11578) Cimabue ist ein Asteroid des Hauptgürtels, der am 4. März 1994 vom italienischen Amateurastronomen Vincenzo Silvano Casulli am Osservatorio Colleverde di Guidonia (IAU-Code 596) entdeckt wurde.
Benannt wurde er zu Ehren des Florentiner Malers und Mosaik-Künstlers Cimabue (1240–1302), der als einer der ersten in der Frührenaissance mit dem Formalismus der byzantinischen Kunst brach und sich um eine lebendigere Darstellung der Menschen und Objekte bemühte.